# Tatyana Marinenko
Tatyana Marinenko, (russo:Татьяна Мариненко) (25 de janeiro de 1920 - 2 de agosto de 1942) foi uma partisan soviética e oficial de inteligência do NKVD durante a Segunda Guerra Mundial. Depois que ela foi capturada e torturada pelos alemães em 1942, foi declarada postumamente uma Heroína da União Soviética em 8 de maio de 1965.

## Biografia
Marinenko nasceu em 25 de janeiro de 1920 em uma família de camponeses bielorrussos na pequena vila de Sukhoi Bor, no que é hoje o distrito de Polotsk, atual Bielorrússia. Depois de concluir o ensino médio, ela entrou na Escola Pedagógica de Polotsk, onde se formou em 1939, pouco antes da invasão alemã da União Soviética. Ela trabalhou como professora em uma escola secundária na vila de Zelenka, em Polotsk, e era membro do Komsomol.

### Segunda Guerra Mundial
A professora começou a trabalhar como batedor de reconhecimento partisan para o NKVD quando os alemães invadiram e ocuparam Polotsk. Sob o pseudônimo "Василёк" (inglês: Cornflower), ela transmitiu informações sobre a localização das guarnições e tropas do Eixo para o Exército Vermelho até que um traidor em sua unidade informou os alemães de suas atividades. Marinenko e seu irmão de 14 anos, que também era partisan, foram mortos pelo Eixo após três dias de interrogatório e tortura, juntamente com outros 28 moradores da resistência. Ela foi enterrada na vila de Zharci, Polotsk.

### Reconhecimento
Marinenko não recebeu o título de Herói da União Soviética até 1965, no 20º aniversário do fim da guerra, quando o Soviete Supremo concedeu o título a guerrilheiros e soldados mortos em ação cujos feitos não haviam sido divulgados até depois da guerra . Seu retrato foi instalado em um museu na Bielorrússia com uma placa descrevendo-a como a "Zoya bielorrussa" e relatando seu feito como o de Zoya Kosmodemyanskaya, que foi uma das heroínas mais veneradas da União Soviética durante a Grande Guerra Patriótica. Um monumento a Marinenko (foto) foi instalado em Polotsk, além de várias escolas nomeadas em sua homenagem.